# Arroyo de Chamangá
Der Arroyo de Chamangá, auch als Arroyo Chamangá bezeichnet, ist ein Fluss in Uruguay.
Er entspringt in einigen Kilometern südöstlicher Entfernung von Cerro Colorado sowie unmittelbar nordwestlich der Quelle des Arroyo del Sauce beim kartographisch verzeichneten Punkt Puntas de Chamangá. Von dort verläuft er auf dem Gebiet des Departamentos Flores in zunächst nördliche, dann nordnordöstliche Richtung und mündet einige Kilometer östlich von Juan José Castro als linksseitiger Nebenfluss in den Arroyo Maciel.